# Parnice (Bosanska Dubica, BiH)
Parnice je naseljeno mjesto u sastavu općine Bosanska Dubica, Republika Srpska, BiH.

## Stanovništvo
| Parnice            |              |
| godina popisa      | 1991.        |
| Srbi               | 287 (67,06%) |
| Hrvati             | 85 (19,86%)  |
| Muslimani          | 0            |
| Jugoslaveni        | 41 (9,58%)   |
| ostali i nepoznato | 15 (3,50%)   |
| ukupno             | 428          |